# Déshabillage paradoxal
Le déshabillage paradoxal est un comportement observé chez des victimes d'hypothermie qui enlèvent l'intégralité ou une partie de leurs vêtements, accélérant ainsi la baisse de leur chaleur corporelle.

## Mécanismes corporels liés à l'hypothermie
En cas d'hypothermie, pour limiter la perte de chaleur au niveau des extrémités (mains et pieds) et assurer l'irrigation des organes vitaux que sont le cœur, le cerveau et les poumons, une vasoconstriction périphérique se met en place,. Si les conditions d'hypothermie perdurent, le rythme cardiaque ralentit, les muscles et les vaisseaux sanguins se relâchent, et l'afflux sanguin aux extrémités et à la surface du corps amène l'individu, déjà confus, à croire qu'il a chaud et, paradoxalement, à se déshabiller,.

## L'affaire du col Dyatlov

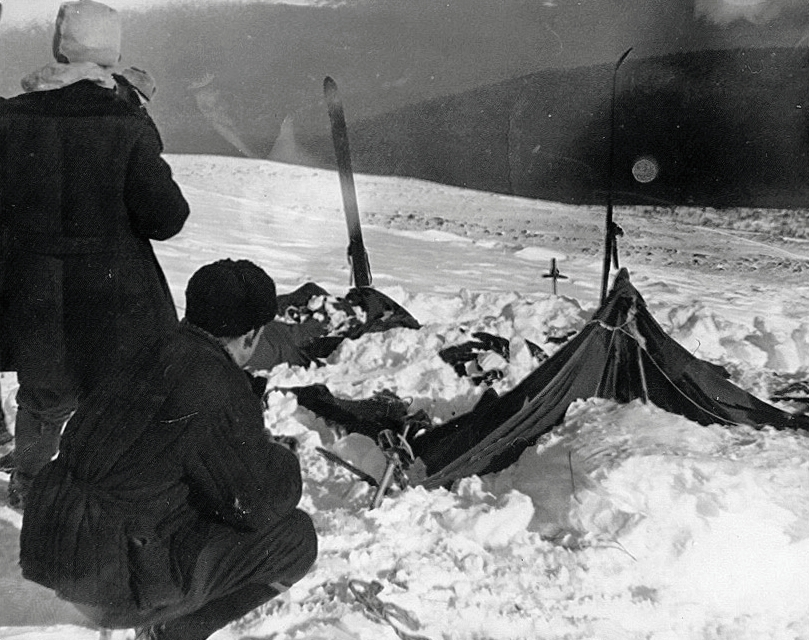
La tente des morts du col Dyatlov, telle qu'elle a été retrouvée en février 1959.

Dans la nuit du 1er au 2 février 1959, neuf skieurs/randonneurs, conduits par un certain Igor Dyatlov, dont le nom est resté associé au lieu de l'événement, meurent dans le nord de l'Oural (en Union soviétique), dans des conditions encore en grande partie non élucidées. Plusieurs des corps sont retrouvés en sous-vêtements, partiellement déshabillés, ou sans chaussures. L'enquête démontre que six des neuf randonneurs sont morts d'hypothermie, les traces de coups observés sur certaines d'entre elles n'ayant pas pu entraîner la mort. Parmi d'autres hypothèses, dont une fuite précipitée dans la nuit, un comportement de déshabillage paradoxal est avancé pour expliquer pourquoi les victimes ont été retrouvées très peu vêtues,.